# Baldinger Straße 2 (Nördlingen)

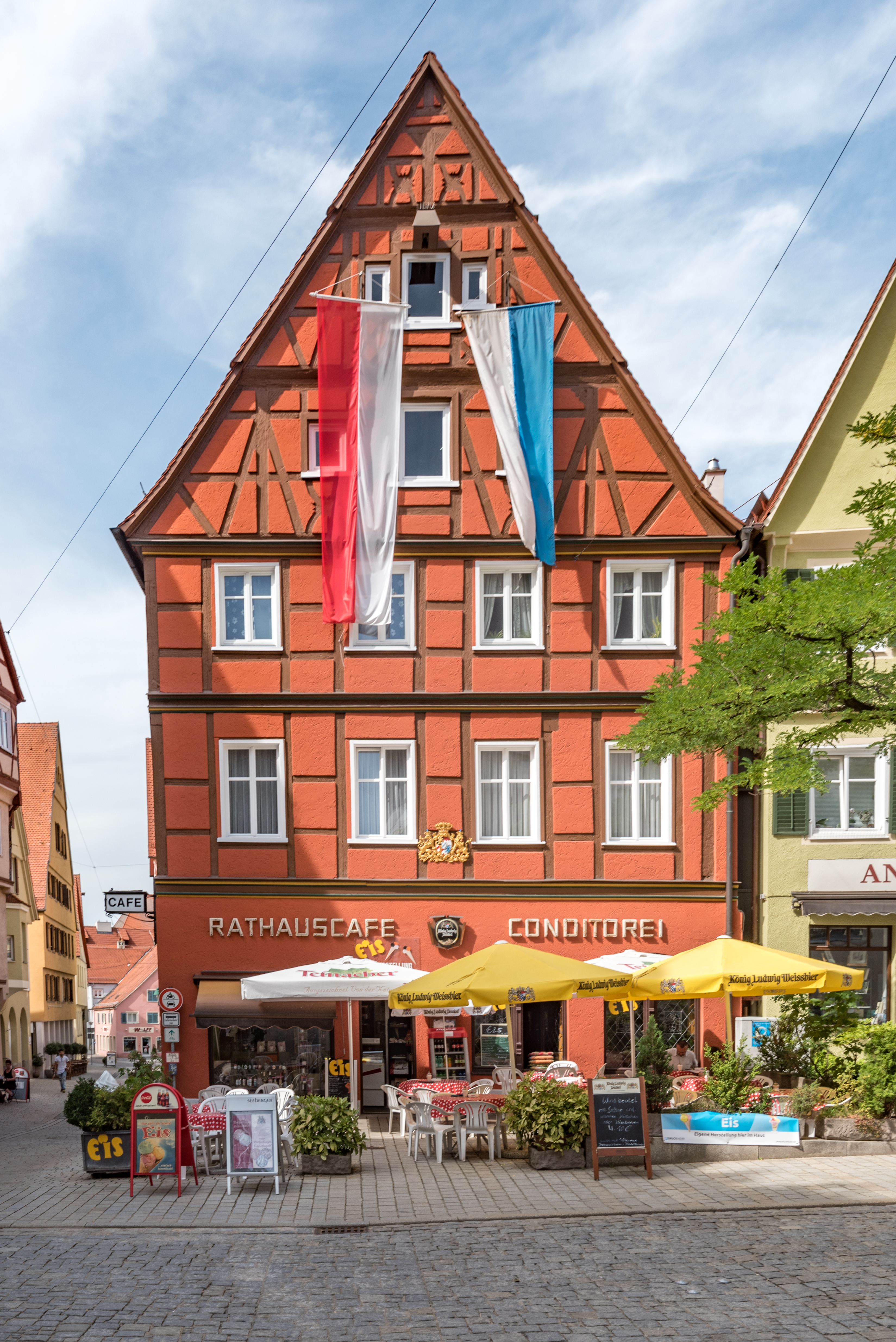
Gebäude Baldinger Straße 2 in Nördlingen

Das Gebäude Baldinger Straße 2 in Nördlingen, einer Stadt im schwäbischen Landkreis Donau-Ries in Bayern, wurde im Kern im 17. Jahrhundert errichtet und Mitte des 19. Jahrhunderts erneuert. Das Wohn- und Geschäftshaus in Ecklage gegenüber dem Rathaus ist ein geschütztes Baudenkmal.
Das dreigeschossige giebelständige Fachwerkhaus mit Satteldach ist teils verputzt. Der südliche Giebel hat eine reiche Verzierung mit Feuerstühlen und Gitterwerk in den Brüstungen. 
Die Nutzung als Konditorei geht bis in das frühe 19. Jahrhundert zurück.